# Даріо Лескано
Даріо Лескано (ісп. Darío Lezcano, нар. 30 червня 1990, Асунсьйон) — парагвайський футболіст, нападник клубу «Інгольштадт 04».
Виступав, зокрема, за клуб «Люцерн», а також національну збірну Парагваю.

## Клубна кар'єра
Народився 30 червня 1990 року в місті Асунсьйон. Вихованець юнацьких команд футбольних клубів «Депортіво Кааґуасу» та «Нанава».
У дорослому футболі дебютував 2007 року виступами за команду клубу «Триніденсе», в якій провів один сезон, взявши участь у 11 матчах чемпіонату.
Згодом з 2008 по 2012 рік грав у складі команд клубів «Віль» та «Тун».
Своєю грою за останню команду привернув увагу представників тренерського штабу клубу «Люцерн», до складу якого приєднався 2012 року. Відіграв за люцернську команду наступні чотири сезони своєї ігрової кар'єри. Більшість часу, проведеного у складі «Люцерна», був основним гравцем атакувальної ланки команди.
До складу клубу «Інгольштадт 04» приєднався 2016 року. Відтоді встиг відіграти за інгольштадтський клуб 17 матчів в національному чемпіонаті.

## Виступи за збірні
2006 року дебютував у складі юнацької збірної Парагваю, взяв участь у 15 іграх на юнацькому рівні, відзначившись 5 забитими голами.
2015 року дебютував в офіційних матчах у складі національної збірної Парагваю. Наразі провів у формі головної команди країни 9 матчів, забивши 4 голи.
У складі збірної був учасником Кубка Америки 2016 року в США.
| Дата       | Місто       | Господарі  | Результат | Гості     | Турнір            | Голи | Примітки |
| ---------- | ----------- | ---------- | --------- | --------- | ----------------- | ---- | -------- |
| 14-10-2015 | Асунсьйон   | Парагвай   | 0 – 0     | Аргентина | Відбір до ЧС 2018 | -    |          |
| 14-11-2015 | Ліма        | Перу       | 1 – 0     | Парагвай  | Відбір до ЧС 2018 | -    |          |
| 18-11-2015 | Асунсьйон   | Парагвай   | 2 – 1     | Болівія   | Відбір до ЧС 2018 | 1    |          |
| 24-03-2016 | Кіто        | Еквадор    | 2 – 2     | Парагвай  | Відбір до ЧС 2018 | 2    | 85'      |
| 30-03-2016 | Асунсьйон   | Парагвай   | 2 – 2     | Бразилія  | Відбір до ЧС 2018 | 1    | 70'      |
| 28-05-2016 | Атланта     | Мексика    | 1 – 0     | Парагвай  | товариський матч  | -    |          |
| 04-06-2016 | Орландо     | Коста-Рика | 2 – 2     | Парагвай  | Кубок Америки     | -    |          |
| 08-06-2016 | Пасадена    | Колумбія   | 2 – 1     | Парагвай  | Кубок Америки     | -    | 67'      |
| 12-06-2016 | Філадельфія | США        | 1 – 0     | Парагвай  | Кубок Америки     | -    |          |
| Усього     |             | Матчів     | 9         |           | Голів             | 4    |          |

## Титули і досягнення
- Володар Кубка Чилі (1):

«Коло-Коло»: 2023